# 乃良
乃良是柬埔寨波萝勉省边罗县的一座商业贸易城市。位于柬埔寨首都金边市东南约60公里处，为连接金边和越南边境的主干道一号公路的一部分。
这里是柬埔寨华人的聚集地区之一，当地华人称之为河良。

## 交通
- 1号国道